# Juifen
Der Juifen ist ein 1988 m ü. A. hoher Berg im Vorkarwendel in Tirol. Der Gipfel ist vom Walchental östlich des Sylvensteinsees unschwierig erreichbar und wird auch im Winter mit Skiern oder Schneeschuhen bestiegen.
Westlich unterhalb des Gipfels befindet sich die Rotwandalm, die aus dem Bächental (Abzweigung hinter dem Forsthaus Aquila (919 m ü. A.)) gut mit dem Mountainbike erreichbar ist. Alternativ ist eine Zufahrt auch vom Hagenwirt (826 m ü. A.) im Achental möglich.
Nach Süden hin schließt sich ein über acht Kilometer langer Kamm an, dessen höchster Gipfel die Schreckenspitze (2022 m ü. A.) ist.

## Galerie

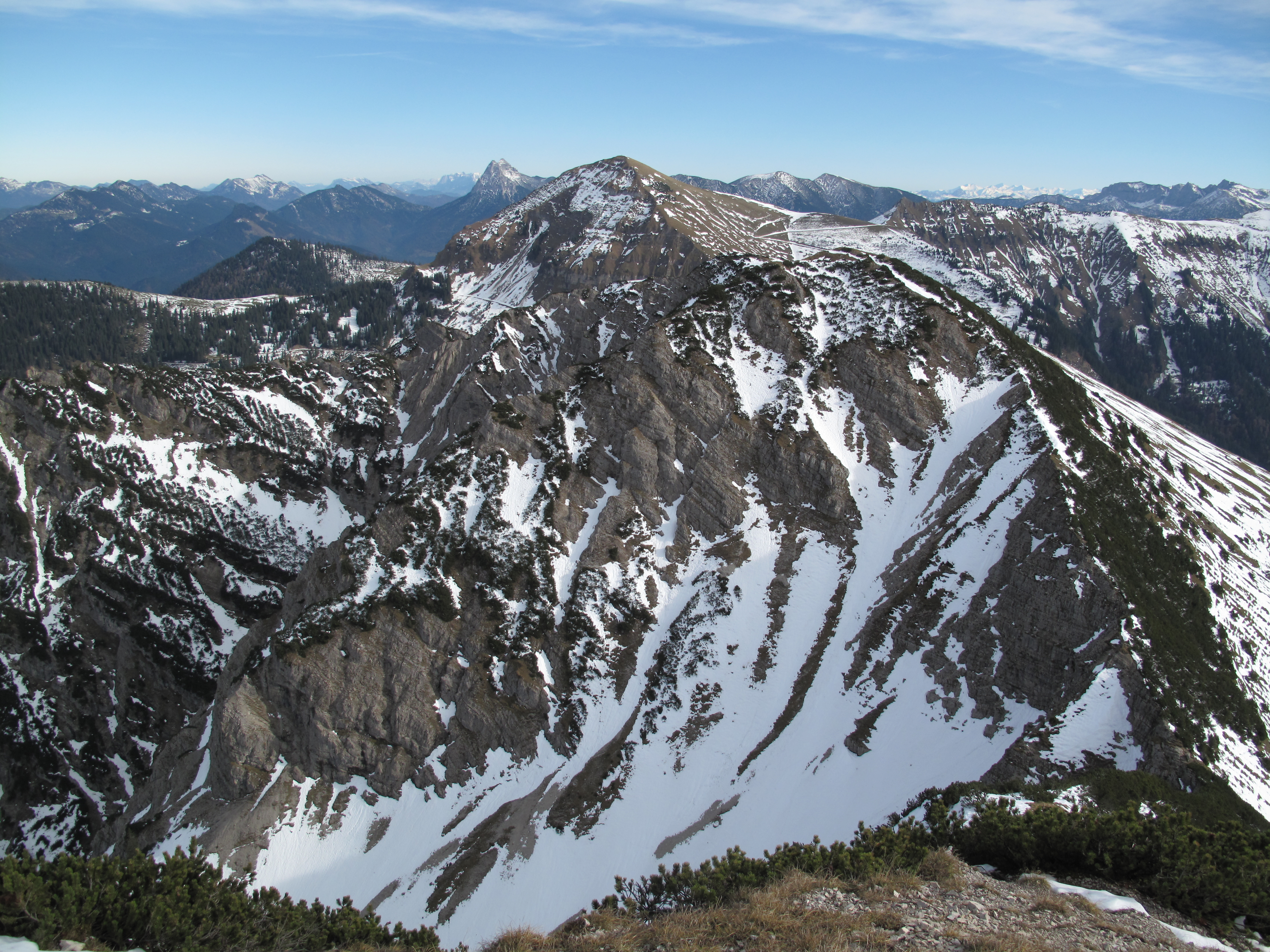
Der Gipfel des Juifen vom Demeljoch, davor das Zotenjoch
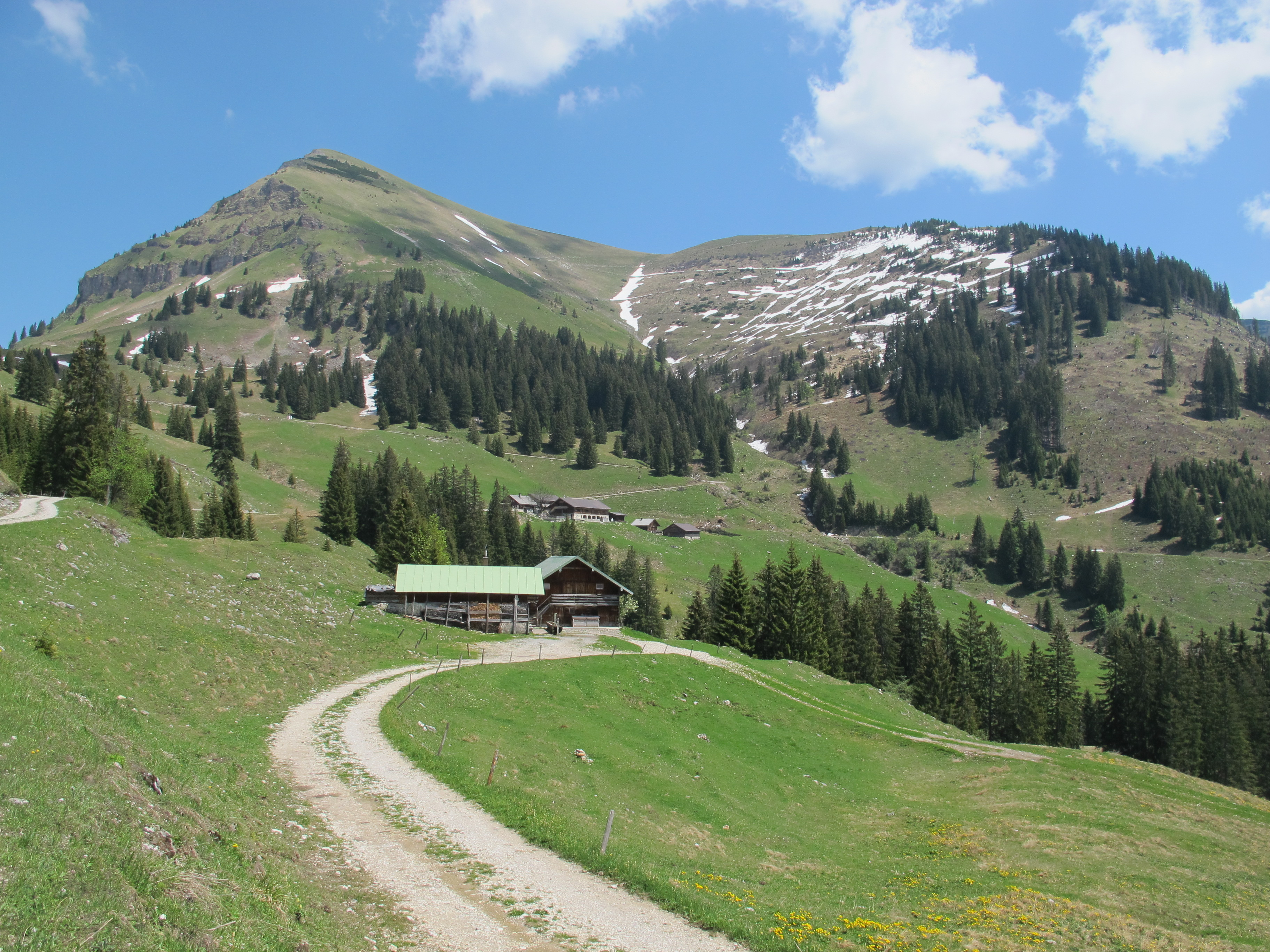
Der Juifen aus Südwesten